# مقطوعة شعرية
المقطوعة الشعريّة أو المقطع الشعريّ (بالإيطالية: stanza، والكلمة تعني حرفيًّا بـ"غرفة") مجموعة من سطور شعرية مؤلفة في قالب معيّن. يمكن أن تؤلف المقاطيع الشعرية في قوالب متنوّعة: مثلا، في قالب المقطوعة السبنسريّة (بالإنجليزية: Spenserian stanza؛ وفي هذا القالب تسعة سطور وآخر سطر هو بيت إسكندري أي بيت ذو اثني عشر مقطعًا لفظيًّا) أو في قالب المقطوعة السافيّة (بالإنجليزية: Sapphic stanza؛ وفي هذا القابل أربعة سطور وآخر سطر هو قصير).